# Кольдер, Драгомир
Драгомир Кольдер (чеш. Drahomír Kolder; 29 декабря 1925, Острава — 20 августа 1972, Прага) — чехословацкий коммунистический политик, член Политбюро ЦК Компартии Чехословакии (КПЧ). Занимал различные партийные посты, состоял в Политбюро ЦК КПЧ. Возглавлял комиссию по реабилитации жертв политических репрессий. Был противником Пражской весны, подписал обращение к руководству КПСС с призывом вмешаться в чехословацкие события, создавшее предлог для ввода войск Варшавского договора в августе 1968.

## Партийный функционер
Родился в семье шахтёра. С 14-летнего возраста работал на шахте под Остравой. В 1943, во время нацистской оккупации, примкнул к коммунистическому подполью.
В 1946 Драгомир Кольдер поступил в штатный аппарат Коммунистической партии Чехословакии (КПЧ). Являлся официальным представителем КПЧ в Остраве, затем был переведён в Прагу. С 1952 по 1954 прошёл курс в Высшей политической школе при ЦК КПЧ.
Драгомир Кольдер занимал крупные посты в иерархии КПЧ. В 1954—1958 — заведующий отделом ЦК КПЧ. В 1958—1962 — секретарь парторганизации КПЧ Североморавского края (одна из крупнейших в стране). С 1961 — член ЦК КПЧ, с 1962 — член Политбюро. В 1960 избран в Национальное собрание.

## Комиссия по реабилитации и Пражская весна
В 1962—1963 Драгомир Кольдер возглавлял специальную комиссию ЦК КПЧ по реабилитации жертв репрессий времён правления Клемента Готвальда. На закрытом заседании Политбюро 27 ноября 1962 года Кольдер огласил факты и документы, не оставляющие сомнения в личной ответственности Готвальда за аресты и казни по политическим мотивам. Посмертно и прижизненно были реабилитированы более 400 человек (в том числе осуждённые по процессу Сланского). Результатом деятельности комиссии Кольдера стала также отставка и уход из политики крупных деятелей КПЧ, непосредственно причастных к репрессиям — прежде всего бывшего министра национальной безопасности Карола Бацилека и секретаря ЦК Бруно Кёлера. В то же время, деятельность комиссии была сугубо секретной, информация и решения не подлежали обнародованию. Реабилитация понималась как дело правящей партии, к которому общество не получило даже символического допуска.
С 1966 Драгомир Кольдер стал высказываться в пользу преобразований в ЧССР, особенно экономических. Он присоединился к группе противников первого секретаря ЦК КПЧ Антонина Новотного. В декабре 1967 Кольдер на заседании Президиума ЦК КПЧ поддержал отстранение Новотного и голосовал за Александра Дубчека.
Однако реформы Пражской весны Драгомир Кольдер встретил враждебно, усматривая в них «угрозу социализму». В начале 1968 он ещё продолжал тактически сотрудничать с реформ-коммунистами, но вскоре примкнул к неосталинистской группе Василя Биляка, Алоиса Индры и Вильяма Шалговича. Вместе с Биляком, Индрой, Антонином Капеком и Олдржихом Швесткой Кольдер подписал т. н. «Пригласительное письмо» в ЦК КПСС — обращение за «помощью и поддержкой всеми имеющимися средствами» для «спасения от опасности неминуемой контрреволюции». Через несколько дней после передачи этого документа, 21 августа 1968, последовал ввод в Чехословакию войск Варшавского договора.

## Период «Нормализации»
Парадоксальным образом, 31 августа 1968 года Драгомир Кольдер был снят со всех партийных постов (сказалась репутация бывшего сторонника Дубчека). В октябре он был отправлен в Софию, на должность сотрудника посольства ЧССР в НРБ. В Болгарии Кольдер находился почти год.
Вернувшись в Чехословакию, Драгомир Кольдер занимал аппаратные должности среднего звена. С конца 1969 был министром — председателем Центрального народного контроля в правительствах Олдржиха Черника и Любомира Штроугала. Являлся депутатом Федерального собрания. Проводил курс «нормализации», но в высшие органы власти более не включался.

## Награда и взыскание посмертно
Драгомир Кольдер скоропостижно скончался в возрасте 46 лет. Председатель Федерального собрания ЧССР Алоис Индра, выступая перед депутатами, отметил участие Кольдера в «разгроме правых сил». Кольдер был посмертно награждён орденом Республики.
Бархатная революция 1989 заставила КПЧ пересмотреть оценки событий 1968 года. Новое партийное руководство объявило намерение следовать курсом Пражской весны. Драгомир Кольдер был посмертно исключён из партии.